# Fregaty rakietowe typu 053H3
Fregaty rakietowe typu 053H2G/H3 (Jiangwei) – typ czternastu chińskich fregat rakietowych, będących rozwinięciem typu 053H Jianghu. Okręty przystosowane są zarówno do zwalczania okrętów nawodnych i podwodnych jak i pełnienia zadań obrony przeciwlotniczej.
Na bazie typu 053H3 powstały cztery fregaty rakietowe typu F-22P Zulfiquar dla pakistańskich sił zbrojnych.

## Okręty
- 053H2G (Jiangwei I):
  - 539 Anqing
  - 540 Huainan
  - 541 Huaibei
  - 542 Tongling
- 053H3 (Jiangwei II):
  - 521 Jiaxing
  - 522 Lianyungang
  - 523 Putian
  - 524 Sanming
  - 564 Yichang
  - 565 Yulin
  - 566 Yuxi
  - 567 Xiangfan
  - 527 Luoyang
  - 528 Mianyang